# Callichirus seilacheri
Callichirus seilacheri is een tienpotigensoort uit de familie van de Callianassidae. De wetenschappelijke naam van de soort is voor het eerst geldig gepubliceerd in 1955 door Bott.